# بيرسي مورغان
بيرسي مورغان (بالإنجليزية: Percy Morgan)‏ (1905 في المملكة المتحدة - 3 مارس 1983 في المملكة المتحدة) هو لاعب كريكت بريطاني. لعب مع نادي مقاطعة غلاموركن للكريكت ‏.